# Elharveya
Elharveya là một chi rêu trong họ Hookeriaceae.